# Cerler (Huesca)
Cerler (Sarllé en aragonés benasqués) es una localidad perteneciente al municipio de Benasque considerado el pueblo más alto del Pirineo aragonés por hallarse enclavado a 1540 metros de altitud, delante de Villarrué (1534 m s. n. m.) en el municipio de Laspaúles, según el Instituto Geográfico Nacional.
Consta de un pequeño casco antiguo perfectamente conservado, y de un ensanche con diversos bloques de apartamentos y hoteles que se extiende hasta la base de la estación de esquí Aramón Cerler. El turismo de invierno y de verano, el turismo rural y la restauración son las bases económicas del pueblo. 
Cerler conserva todo el sabor de los típicos pueblos del Valle. A pesar de la proximidad de un gran centro turístico, el pueblo ha sabido conservar su histórica belleza. Cuenta con numerosas casas nobles del siglo XVI y con algunas construcciones de épocas anteriores. 
Hoy existe una buena carretera que sube desde Benasque, pero hasta la primera mitad del siglo XX para acceder a Cerler, los fundadores de la estación de esquí tenían que subir a pie desde el fondo del valle, debiendo hacer noche en las casas del pueblo. Este carecía, entre otras muchas cosas, de servicio médico, y en caso de necesidad, los enfermos eran transportados mediante mulas a Benasque. El viaje podía durar media hora.
En la actualidad una carretera se dirige a la estación de esquí y al acuartelamiento de alta montaña del ejército de tierra. El pueblo cuenta con todas las facilidades y comodidades para el turismo, acogiendo miles de visitantes cada año.

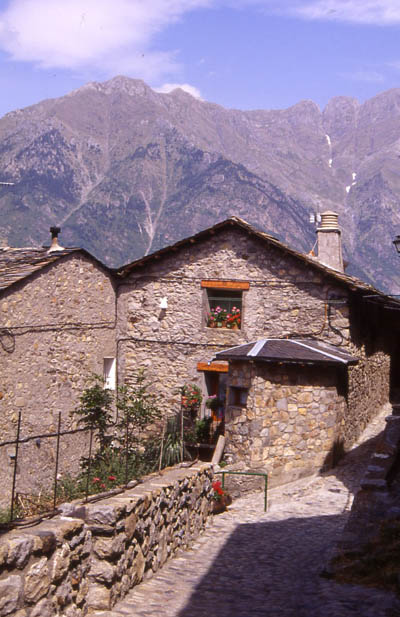
Calle de Cerler.